# نهر أوبان
نهر أوبان (بالإنجليزية: Oban River)‏ هو نهر بطول 46.5 كم ويقع بولاية نيوساوث ويلز, أستراليا.